# Kris Marshall
Christopher "Kris" Marshall (Malmesbury, Wiltshire, 11 april 1973) is een Brits acteur bekend door zijn rol als Nick Harper in My Family.

## Levensloop
Marshall groeide op in Malmesbury, Hongkong en Canada en studeerde aan de Wells Cathedral School en vervolgens aan het Redroofs Theatre School.
In 2004 trad Marshall op als DS Luke Stone in de politieserie Murder City.
In 2008 was Marshall betrokken bij een auto-ongeval in Bristol. Het ongeval gebeurde in de vroege ochtend van 28 april na een nachtje stappen met vrienden. Marshall werd met hoofdletsel opgenomen in de Bristol Royal Infirmary, herstelde volledig en vertolkte drie weken later zoals gepland zijn rol in het theaterstuk Fat Pig.
Tussen 2014 en 2017 speelde hij als DI Humphrey Goodman de hoofdrol in vier seizoenen van de populaire BBC-reeks Death in Paradise. In 2023 keerde Goodman terug in de spin-off Beyond Paradise.

## Filmografie

### Film/Televisie
| Jaar      | Titel                           | Rol                                        |
| --------- | ------------------------------- | ------------------------------------------ |
| 1993      | Closing Numbers                 | Fredericks                                 |
| 1998      | Trial and Retribution II        | PC Henshaw                                 |
| 1999      | The Most Fertile Man in Ireland | Eamonn                                     |
| 1999      | Five Seconds to Spare           | Martin                                     |
| 1999      | The Bill                        | Hugh Kane (1 aflevering)                   |
| 2000      | My Family                       | Nick Harper (44 afleveringen, 2000-2005)   |
| 2001      | Je t'aime John Wayne            | Belmondo                                   |
| 2002      | Mexicano                        | Jake Morton                                |
| 2002      | Doctor Zhivago                  | Pasha Antipov                              |
| 2002      | The Four Feathers               | Castleton                                  |
| 2003      | Deathwatch                      | Pvt. Barry Starinski                       |
| 2003      | Love Actually                   | Colin Frissell                             |
| 2004      | The Merchant of Venice          | Gratiano                                   |
| 2004      | Murder City                     | DS Luke Stone (10 afleveringen, 2004-2006) |
| 2004      | My Life In Film                 | Art                                        |
| 2005      | Funland                         | Dudley Sutton (11 afleveringen)            |
| 2007      | Death at a Funeral              | Troy                                       |
| 2007      | Catwalk Dogs                    | Michael Purvis                             |
| 2007      | Sold                            | Matt                                       |
| 2008      | Heist                           | Dick Puddlecote                            |
| 2008      | Easy Virtue                     | Furber                                     |
| 2011      | Traffic Light                   | Ethan                                      |
| 2014-2017 | Death in Paradise               | DI Humphrey Goodman                        |
| 2019-2023 | Sanditon                        | Tom Parker                                 |
| 2023-2025 | Beyond Paradise                 | DI Humphrey Goodman                        |

### Theater
| Jaar | Titel                  | Bijzonderheden |
| ---- | ---------------------- | -------------- |
| 2006 | The Hypochondriac      | Cleante        |
| 2006 | The Revenger’s Tragedy | Vindici        |
| 2007 | Treats                 | Dave           |
| 2008 | Fat Pig                | Carter         |

## Onderscheiding
- 2002 - British Comedy Awards – Best Newcomer